# Maranatha

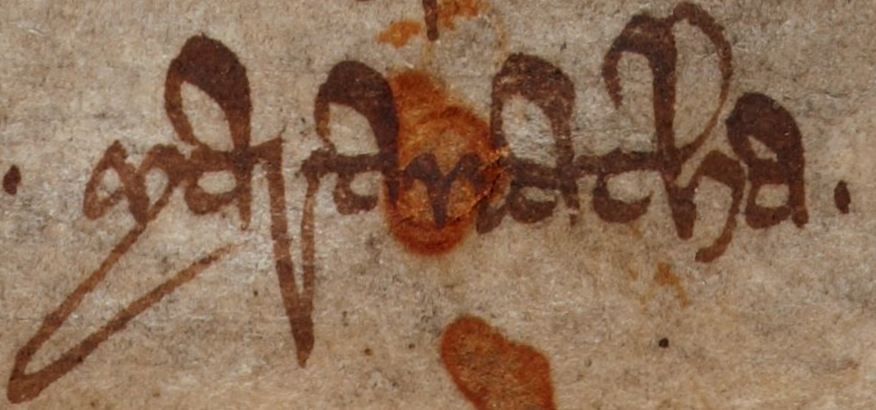
Le mot Maranatha dans le Southwick Codex, XIIe siècle.

Maranatha (araméen : מרנא תא: maranâ thâ'  ou מרן אתא: maran 'athâ' , et en grec ancien : Μαραναθα) est une exclamation constituée de deux mots araméens que l'on trouve à deux reprises dans le Nouveau Testament. Elle a probablement été utilisée par les premiers chrétiens, à l'époque où prévalait l’attente du retour imminent de Jésus de Nazareth. Elle signifie « Notre Seigneur est venu » ou, plus probablement, « Seigneur, viens ! »

## Signification
L'expression apparaît  à la fin de la Première épître aux Corinthiens (1 Co 16:22) ainsi que dans l'épilogue de l'Apocalypse (Ap 22:20). 
Dans l'épître de Paul, les traductions possibles sont : « Notre Seigneur est venu » (maran atha) ou « Notre Seigneur viendra », ou plutôt « Notre Seigneur, viens ! » (marana tha). 
Elle y est transcrite, mais non traduite, en un seul mot et en lettres grecques. Compte tenu de la nature des manuscrits, la difficulté lexicale réside dans la détermination des deux mots araméens qui la constituent. Si l'on choisit de diviser les deux mots מרנא תא (maranâ thâ), en un vocatif avec un impératif du verbe, l'expression peut être traduite comme un commandement : "Seigneur, viens !". D'une autre manière, si les deux mots מרן אתא (maran 'athâ) expriment plutôt un possessif "Notre Seigneur" et un participe passé du verbe "venir", ils seront considérés comme l'expression d'un credo. Cette deuxième interprétation, "Notre Seigneur est venu", est reprise au début du Credo et de l'acclamation de Rm 10:9 et 1 Co 12:3, "Jésus est le Seigneur."

## Théologie
L'exclamation Maranatha se situe dans la lignée de la christologie de Paul, tout entière orientée vers la Résurrection de Jésus, envisagée comme l'achèvement de la Création. 
Dans l'Apocalypse, il est écrit en grec : « Amen. Viens, Seigneur Jésus ! »  Cette exclamation correspond à l'époque où les premières Églises chrétiennes professaient le retour imminent de Jésus-Christ.
En général, l'interprétation récente a retenu plutôt la traduction "Viens, Seigneur !", alors que les traductions plus anciennes penchaient plutôt pour "Notre Seigneur est venu" comme dans la version araméenne Peshitta, la latine Vulgate, la grecque byzantine ou les critiques des textes grecs comme Westcott et Hort, Tischendorf, Cambridge, etc., ou dans les traductions anglaises comme la Bible du roi Jacques, ou la finlandaise Raamattu.

## Contexte
Les derniers versets de 1 Co rassemblent les salutations de Paul de Tarse à ses destinataires. Louis Segond traduit les versets 1 Co 16, 19-24 par : 

« Les Églises d’Asie vous saluent. Aquilas et Priscille, avec l’Église qui est dans leur maison, vous saluent beaucoup dans le Seigneur. Tous les frères vous saluent. Saluez-vous les uns les autres par un saint baiser. Je vous salue, moi Paul, de ma propre main. Si quelqu’un n’aime pas le Seigneur, qu’il soit anathème ! Maranatha. Que la grâce du Seigneur Jésus soit avec vous ! Mon amour est avec vous tous en Jésus-Christ. »

Ces derniers versets de l'épître constituent un post-scriptum qui semble « avertir avec une extrême solennité de la nécessité de suivre à la lettre » les préceptes exposés par Paul.